# Bullaepus enoplus
Bullaepus enoplus is een hooiwagen uit de familie Gonyleptidae. De wetenschappelijke naam van Bullaepus enoplus gaat terug op Chamberlin.